# Annabelle Wallis

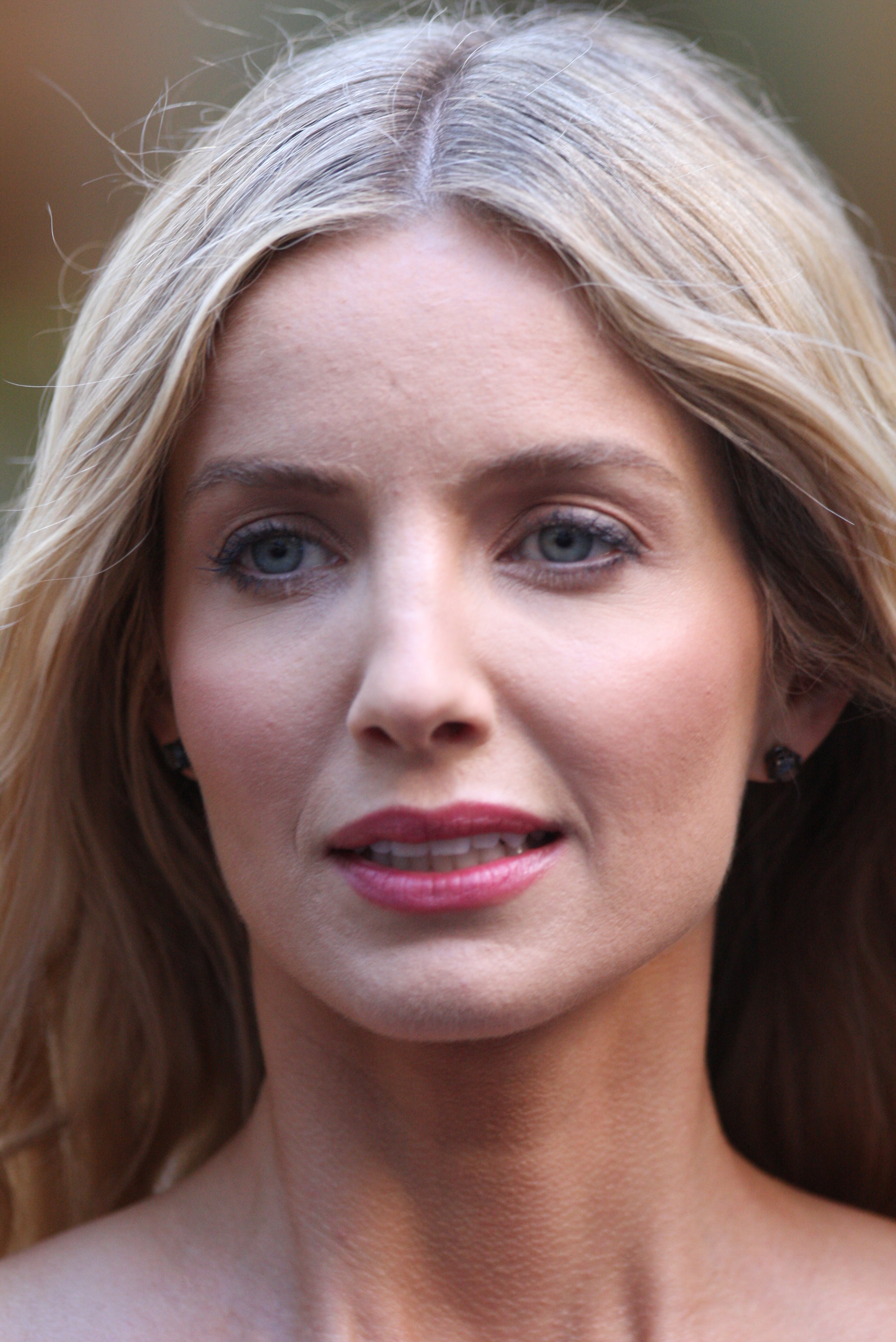
Annabelle Wallis (2017)

Annabelle Wallis (* 25. September 1984 in Oxford, Oxfordshire) ist eine britische Schauspielerin.

## Leben und Karriere
Wallis stammt aus einem künstlerischen Familienumfeld; ihr Vater war Schauspieler. Der Schauspieler Richard Harris war ein Onkel mütterlicherseits. Sie wurde in England geboren, verbrachte jedoch einen Großteil ihrer Kindheit in Portugal, wo sie auch zur Schule ging. Sie besuchte die Saint Dominic’s International School in Outeiro de Polima. Sie spricht fließend Portugiesisch, Französisch und Spanisch.
In Portugal drehte Wallis einige Kurzfilme. Nach ihrer Rückkehr nach London arbeitete sie seit 2002 professionell als Schauspielerin. Schauspielunterricht erhielt sie von einem privaten Schauspielcoach. Sie war in London zunächst als Werbedarstellerin tätig und wirkte in Independentfilmen mit.
2005 hatte Wallis – unter der Regie von Romesh Sharma – ihre erste Hauptrolle in einem Kinofilm; sie verkörperte die Rolle der Sophie in dem Bollywoodfilm Dil Jo Bhi Kahey, eine romantische Liebesgeschichte zwischen zwei Studenten in Stockholm, einem Inder und einer Franko-Mauritierin. 2007 übernahm sie in dem britischen Fernsehfilm Diana – Die letzten 24 Stunden die Rolle des Dessous-Models Kelly Fisher, das eine Affäre mit Prinzessin Dianas Lebensgefährten Dodi Al-Fayed hatte. Eine Nebenrolle spielte sie in Ridley Scotts Thriller Der Mann, der niemals lebte (2008).
2009 gab Wallis mit der Rolle der Jane Seymour – der dritten Ehefrau von König Heinrich VIII. von England – ihr Debüt in der britischen Fernsehserie Die Tudors. 2010 drehte sie unter der Regie von Madonna den Kinofilm W.E., eine Romanze über die Liebesgeschichte zwischen Eduard VIII. und Wallis Simpson.
Wallis lebt in London. Von August 2015 bis August 2017 war sie mit dem Sänger Chris Martin liiert. Von April 2018 bis März 2022 war sie mit dem Schauspielkollegen Chris Pine liiert. Im Dezember 2022 machte sie ihre Beziehung mit Schauspieler Sebastian Stan öffentlich.

## Filmografie (Auswahl)
- 2005: Dil Jo Bhi Kahey…
- 2006: True True Lie

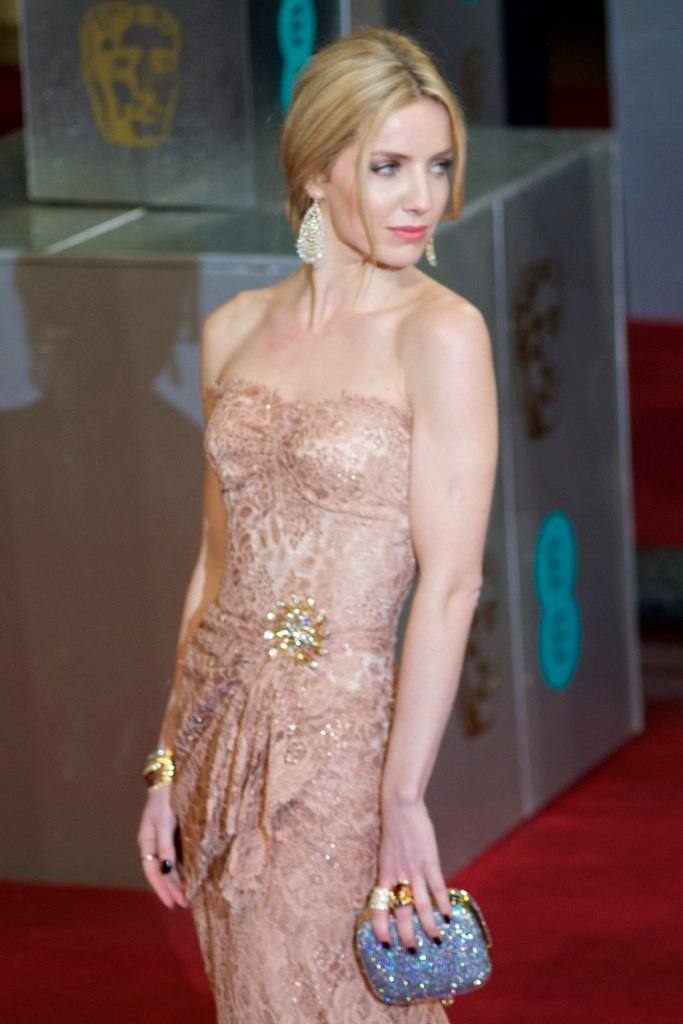
Wallis bei den British Academy Film Awards 2013

- 2007: Diana – Die letzten 24 Stunden (Diana: Last Days of a Princess, Fernsehfilm)
- 2007: Butchered – Keiner kann entkommen (Steel Trap)
- 2008: Der Mann, der niemals lebte (Body of Lies)
- 2009: Die Geisterstadt (Ghost Town, Fernsehfilm)
- 2009: Right Hand Drive
- 2009–2010: Die Tudors (The Tudors, Fernsehserie, 5 Folgen)
- 2010: Lost Future – Kampf um die Zukunft (The Lost Future)
- 2010: W.E.
- 2011: X-Men: Erste Entscheidung (X-Men: First Class)
- 2011: Pan Am (Fernsehserie, 4 Folgen)
- 2013–2016, 2019: Peaky Blinders – Gangs of Birmingham (Peaky Blinders, Fernsehserie, 19 Folgen)
- 2014: Fleming: Der Mann, der Bond wurde (Fleming: The Man Who Would Be Bond, Fernsehserie, 2 Folgen)
- 2014: Annabelle
- 2015: Schwert der Rache (Sword of Vengeance)
- 2015: Die Musketiere (The Musketeers, Fernsehserie, eine Folge)
- 2016: Come and Find Me
- 2016: Der Spion und sein Bruder (Grimsby)
- 2016: Überleben – Ein Soldat kämpft niemals allein (Mine)
- 2017: King Arthur: Legend of the Sword
- 2017: Die Mumie (The Mummy)
- 2017: Annabelle 2 (Annabelle: Creation)
- 2018: Catch Me! (Tag)
- 2018: Star Trek: Short Treks (Fernsehserie, Folge 1x02)
- 2019: The Loudest Voice (Miniserie, 5 Folgen)
- 2020: Boss Level
- 2020: Tod in den Wäldern (The Silencing)
- 2020–2024: Star Trek: Discovery (Fernsehserie, 21 Folgen, Stimme)
- 2021: Malignant
- 2021: Silent Night – Und morgen sind wir tot (Silent Night)
- 2021: Warning